# Gherasim de la Iordan
Gherasim de la Iordan (în greacă Γεράσιμος ἐν Ιορδάν, Abba Gherasimos, Sfântul Cuvios Gherasim de la Iordan - scris, de asemenea, Gherasimos sau Gherasimus; n. secolul al V-lea d.Hr., Licia, Regiunea Mediteraneană, Turcia – d. 475 d.Hr., Râul Iordan, Israel) a fost un călugăr și stareț creștin care a trăit în secolul al V-lea d.Hr. Este unul din părinții pustiei menționați în Limonariul lui Ioan Moschus, o culegere de istorioare despre asceții creștini scrisă la începutul secolului al VII-lea. El este venerat ca sfânt, fiind prăznuit de Biserica Ortodoxă pe 4 martie și de Biserica Romano-Catolică pe 5 martie.

## Biografie
Gherasim s-a născut, potrivit tradiției, într-o familie înstărită din provincia Licia, situată în partea de sud a Asiei Mici, dar a renunțat la viața lumească și la averea familiei pentru a deveni călugăr. A plecat în regiunea Tebaida din deșertul egiptean, revenind ulterior în Licia natală. Spre sfârșitul domniei împăratului Teodosie al II-lea (408-450), pe la mijlocul secolului al V-lea, călugărul Gherasim a părăsit Licia și a plecat în pelerinaj în Palestina. Ajuns acolo, s-a stabilit în pustia din apropierea râului Iordan, unde a înființat o mănăstire și a trăit în asceză și rugăciune. A fost atras inițial de învățătura monofizită, condamnată ca erezie în cadrul Sinodului IV Ecumenic de la Calcedon (451), dar, după cum scrie călugărul Chiril de Skythopolis (c. 525 - c. 559) în Viața Sfântului Eftimie, a renunțat curând la ea, cu ajutorul Cuviosului Eftimie cel Mare, care trăia atunci în pustia Ruva.
Viața de la mănăstirea fondată de Gherasim a devenit cunoscută în acea vreme prin asprimea ei: potrivit tradiției, pustnicii se închideau în propriile chilii în primele cinci zile ale săptămânii, rugându-se, lucrând împletituri de finic și hrănindu-se doar cu pâine, curmale și apă, iar sâmbăta și duminica ieșeau din chilii și mergeau în biserică, unde săvârșeau slujbele religioase și se împărtășeau cu Sfintele Taine, mâncau împreună în trapeza mănăstirii, apoi se retrăgeau din nou în chilii cu proviziile de hrană pentru săptămâna următoare. Era interzis să se facă foc în chilii atât pentru încălzirea hranei, cât și pentru încălzire.
Povestea lui Gherasim și a leului, când călugărul a îmblânzit animalul, scoțându-i un ghimpe din labă, și l-a învățat să i se supună, a devenit larg cunoscută în lumea creștină. Se crede că el a participat la cel de-al patrulea sinod ecumenic de la Calcedon din anul 451.
Călugărul Gherasim de la Iordan a murit în anul 475 (sau, după alte relatări, în anul 451). Ziua prăznuirii sale este celebrată pe 4 martie de Biserica Ortodoxă și pe 5 martie de Biserica Romano-Catolică.

## Mănăstirea Sf. Gherasim
Mănăstirea ortodoxă greacă Deir Hajla, de lângă Ierihon, îl are ca ocrotitor pe Sfântul Gherasim, a cărui lavră se afla în apropiere. Istoria mănăstirii este legată și de o altă legendă creștină. S-a spus că Sfânta Familie ar fi găsit refugiu într-o peșteră de aici în timpul fugii către Egipt, de frica masacrului pruncilor ordonat de regele Irod cel Mare. O capelă subterană a fost construită în locul unde se crede că Sfânta Familie a petrecut noaptea.

## Legături externe
- Sf. Gherasim de la Iordan în Biblioteca Sf. Pachomius
- Venerabilul Gherasim de la Iordan icoană ortodoxă și sinaxar